# Hubert Idasiak
Hubert Idasiak (Sławno, Pomerania Occidental, 3 de febrero de 2002) es un futbolista polaco. Juega de guardameta y su equipo es el ŁKS Lodz de la I Liga de Polonia.

## Trayectoria
Se formó en el AP Pogoń. En 2018, fichó por el Napoli; con la categoría Primavera participó en la Liga Juvenil de la UEFA, disputando tres partidos en la temporada 2019-20. El 5 de julio de 2020, fue incorporado como suplente al primer equipo por el entrenador Gennaro Gattuso, en un partido de liga ante la Roma, que terminó con el resultado de 2 goles a 1 en favor del Napoli. Fue elegido  por Luciano Spalletti como tercer portero en la lista de jugadores para la Liga Europa de la UEFA 2021-22. Con el Napoli ganó el Scudetto 2022-23, aunque sin jugar.
En julio de 2024 volvió a su país natal para jugar en las filas del ŁKS Lodz.

## Selección nacional
Ha sido internacional con las selecciones sub-16, sub-17 y sub-19 de Polonia.

## Clubes
| Club            | País    | Año       |
| --------------- | ------- | --------- |
| S. S. C. Napoli | Italia  | 2022-2024 |
| ŁKS Lodz        | Polonia | 2024-     |

## Palmarés

### Campeonatos nacionales
| Título  | Club            | País   | Año     |
| ------- | --------------- | ------ | ------- |
| Serie A | S. S. C. Napoli | Italia | 2022-23 |